# Argyripnus atlanticus
Argyripnus atlanticus là một loài cá vây tia thuộc chi Argyripnus.
Loài cá này được tìm thấy trên toàn thế giới ở vùng biển nhiệt đới Đông Đại Tây Dương, từ Madeira đến phía nam quần đảo Canary. Ở Tây Đại Tây Dương, chúng có ở Bahamas và vùng Caribe. Ở Đông Trung Thái Bình Dương, chúng có ở Hawaii. Loài này có thể đạt đến độ dài 7,7 cm (3,0 in).